# Escaperoom
Een escaperoom (ook wel escape challenge, escape game, exit game,  ontsnappingsspel of ontsnapkamer, soms aangetroffen met de in het Nederlands onjuiste schrijfwijze escape room) is een interactief spel op een fysieke locatie waarbij een groep mensen samen puzzels, raadsels en uitdagingen ontdekken en proberen op te lossen binnen een bepaalde tijd (meestal een uur) om zo uit de kamer te kunnen ontsnappen. Het is een misvatting dat men bij escaperooms altijd wordt opgesloten in een kamer. 
Veel escaperooms hebben een thema uit het horror-, detective- of misdaadgenre. Er zijn escaperooms in onder andere een bus, een auto, een onderzeeër, een kluis, een bank, een gevangenis en een boerderij.Er zijn zelfs escaperooms te vinden in oude bunkers.

## Geschiedenis

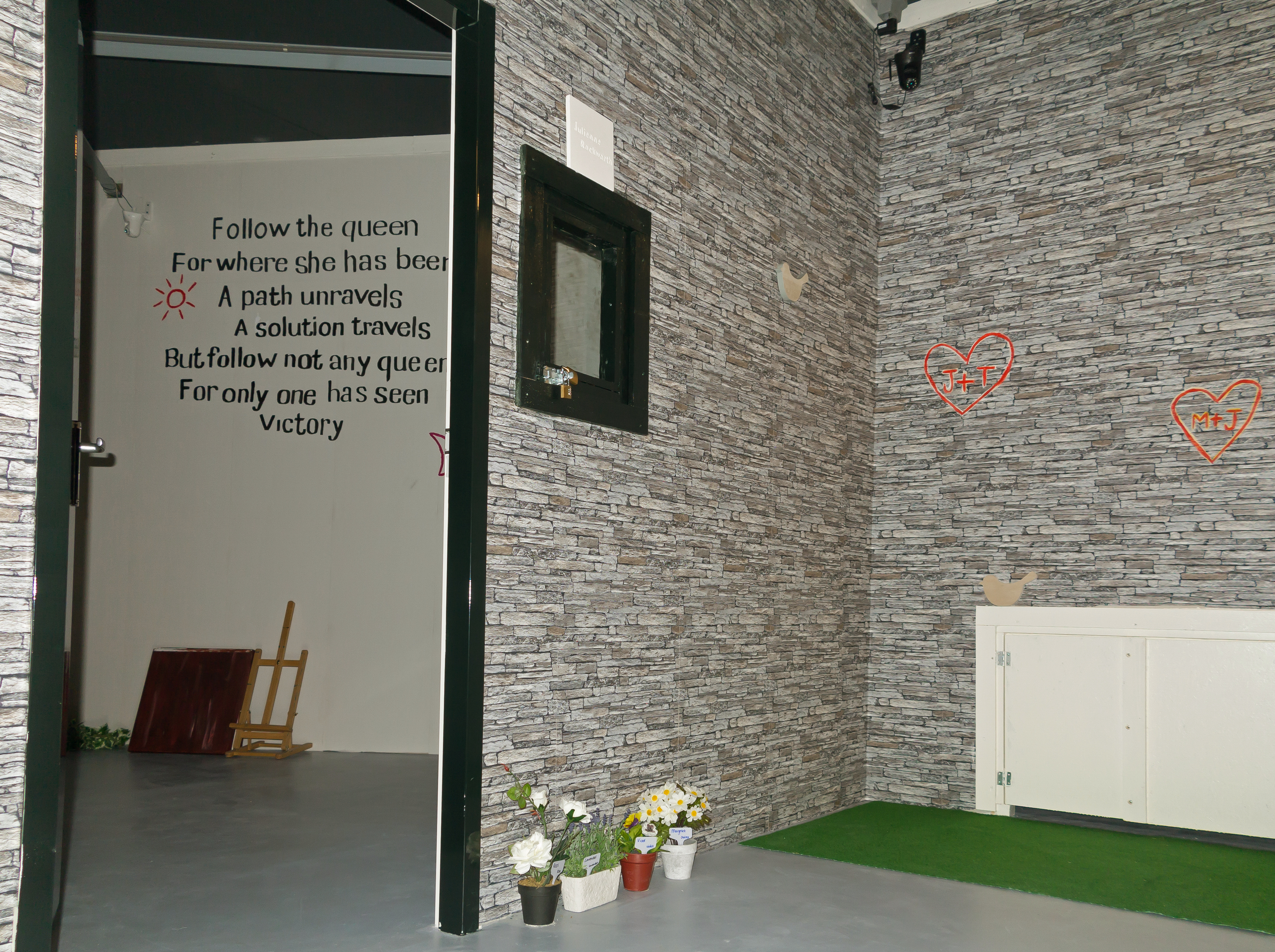
Utrecht, escaperoom The Loophole

Het idee is gebaseerd op dat van escape games, een genre computerspellen dat als een subgenre van het adventure-genre kan worden beschouwd. De eerst bekende escaperoom is die van SCRAP in Japan in 2008. Vanaf de jaren 2010 sloeg het over naar Europa en de rest van de wereld. In Boedapest (Hongarije) zijn meer dan 80 escaperooms in dezelfde stad gevestigd. Inmiddels is Nederland onbetwist het land met de meeste escaperooms per inwoner.

### Nederland en België
In 2013 opende de eerste escaperoom in Nederland, namelijk Het laboratorium van Escaperoom Bunschoten. De tweede was The Dentist van DarkPark Delft. In 2014 en 2015 kwamen er vele tientallen in België en Nederland bij, waardoor er gesproken werd van een hype of rage. De vele escaperooms die openden leidden tot gespecialiseerde reviewwebsites.
Medio 2015 is er een aangepaste vorm van een escaperoom in Nederland geopend naar een spelconcept uit Zweden, genaamd "Prison Island". Dit is een combinatie van Fort Boyard en een escaperoom aldus de bedenkers van het concept. Op dat moment (medio 2015) waren daarvan wereldwijd acht locaties. De eerste Nederlandse locatie werd in 2015 in Winterswijk gerealiseerd. Op 17 december van datzelfde jaar opende in DeFabrique in Utrecht de tweede escaperoom naar het "Prison Island"-concept in Nederland. In april 2022 opende de derde escaperoom naar het "Prison Island"-concept in Fun Village in Rotterdam.
Een andere variant is de VR-escaperoom. Hierbij krijgt men een VR-bril op waarin beelden te zien zijn van een escaperoom. Hierbij kunnen verschillende thema's gekozen worden. Ook hierbij is het de bedoeling de missie binnen een uur te voltooien door allerlei puzzels en raadsels op te lossen. Andere mensen zien de beelden van de escaperoom op een scherm naast de speler en kunnen zo meehelpen om de puzzels en raadsels op te lossen. 
Eind 2015 werd in Nederland de eerste "Escape Room" van het jaar-verkiezing georganiseerd. Bij deze jaarlijkse verkiezing wordt een top 10 samengesteld op basis van de meeste positieve recensies. Vervolgens kan men stemmen op hun favoriete escaperoom. De winnaar mag zich vervolgens een jaar lang 'Beste Escape Room van Nederland' noemen. Inmiddels bestaat dit niet meer maar vanaf 2017 worden door escapetalk.nl de Publieksfavorieten van de BeNeLux bekend gemaakt. Dit gebeurt niet op basis van een stemronde, maar wordt berekend uit alle reviews van het afgelopen jaar op het platform. De escaperooms die voldoen aan de minimale score en het minimale aantal reviews mogen zich een jaar lang Publieksfavoriet noemen.
Ook in de zorg wordt het concept ingezet om interdisciplinaire samenwerkingsvaardigheden te trainen en om thema's die binnen een zorginstelling leven te oefenen. De escaperoom van het Spaarne Gasthuis won de Planetree Innovatie Award 2017.
Het is zelfs mogelijk om de eigen huiskamer te veranderen in een escaperoom. Hiervoor zijn speciale pakketten te huur bij evenementenbedrijven. Deze hebben verschillende thema's en bevatten allerlei attributen die in de huiskamer kunnen worden geplaatst. De werking hiervan is hetzelfde als bij een echte escaperoom.

## Escape Tours
Een outdoor-variant op de escaperoom is de Escape Tour die in een aantal steden in Nederland, België en een aantal andere landen kan worden gelopen. Dit is een interactieve stadswandeling die via internet kan worden geboekt. De deelnemers vertrekken vanaf een vaste startlocatie en dienen via een speciale app op de telefoon allerlei puzzels en raadsels op te lossen om zo aanwijzingen te verzamelen om binnen 2 uur de "geheime uitgang" te vinden en uit de stad te kunnen "ontsnappen". Voor deze app ontvangen ze bij de boeking de benodigde inloggegevens. Elke Escape Tour heeft een geschiedkundig thema dat te maken heeft met de stad waar de tour wordt gelopen.

## Media en populaire cultuur
In de aflevering van De Wereld Draait Door van 8 september 2014 werd een demonstratie gegeven van een escaperoom. In de uitzending van 18 januari 2015 van het populaire televisieprogramma Boer zoekt Vrouw werd een escaperoom bezocht. In de aflevering "The Intimacy Acceleration" van de komische televisieserie The Big Bang Theory, bezoeken vier personages een escaperoom; doordat de personages erg intelligent zijn hebben ze binnen een paar minuten alle puzzels opgelost. 15 september 2015 werd een aflevering van Goede tijden, slechte tijden uitgezonden waar enkele van de personages in een escaperoom werden opgesloten. in 2017 en vanaf 2019 wordt op NPO 3 het programma The Big Escape uitgezonden, waarbij BN-ers uit speciaal voor de tv opgezette escaperooms moeten proberen te ontsnappen. Op 4 januari 2019 verscheen de bioscoopfilm Escape Room waarin zes personen voor een prijs van $ 10.000,- moeten proberen te ontsnappen uit een levensgevaarlijke escaperoom. Verder organiseren de Nederlandse en Belgische Qmusic sinds 2019 jaarlijks de "Q Escape Room".

## Toepassing
Escaperooms dienen niet uitsluitend ter vermaak. Ze kunnen ook worden gebruikt bij een assessment van sollicitanten of cursisten.

## Veiligheid
In januari 2019 werd in Polen een grootschalig onderzoek naar de escaperooms gestart, nadat vijf tienermeisjes bij een brand in een escaperoom in Koszalin ingesloten waren geraakt en waren omgekomen. Een groot deel van de onderzochte ruimtes bleek niet aan de veiligheidsnormen te voldoen.